# Őslények országa 2. – Kalandok a Virágzó völgyben
Az Őslények országa 2. – Kalandok a Virágzó völgyben (eredeti cím: The Land Before Time II: The Great Valley Adventure) 1994-ben megjelent amerikai rajzfilm, amely az Őslények országa című filmsorozat 2. része. Hat évvel az első rész után mutatták be, hangvétele, cselekménye jóval könnyedebb és lassabb, hogy a fiatalabb közönséget célozhassák vele. A további tizenegy rész ezután nagyjából évente került forgalomba. A forgatókönyvet John Loy, John Ludin és Dev Ross írta, a rajzfilm rendezője és producere Roy Allen Smith, a zenéjét James Horner és Michael Tavera szerezte. Az Universal Cartoon Studios készítette, a MCA/Universal Home Video forgalmazta.
Amerikában 1994. december 13-án, Magyarországon 1995-ben adták ki VHS-en.

## Cselekmény
Tappancs és barátai észreveszik, amint két tojáslopó dinoszaurusz ellop Kacsacsőrék fészkéből egy tojást. Mivel a gyerekek épp nagyon unják, hogy a felnőttek kisgyerekként kezelik őket, úgy döntenek, maguk szerzik vissza a tojást. A két tojáslopó elől való menekülés közben nem veszik észre, hogy a tojás visszagurul a fészekbe, és egy másik tojást vesznek gondjaikba. Elhatározzák, hogy ők fogják felnevelni az abból kikelő dinoszauruszt, aki nagy meglepetésükre egy kis késfogú, Hami.
A kis húsevő dinoszaurusz nem tud más lenni, mint ami, beleharap Kistülök lábába. A kis Triceratops nem túl kedvesen reagál erre, és Hami ezért elmegy tőlük, felmászik a kitöréssel fenyegető hegyre. Tappancsék igyekeznek rátalálni, közben a tojáslopók is a nyomukban vannak, akik az ellopott tojás miatt haragszanak a gyerekekre. Végül két felnőtt késfogú menti meg őket, akikről kiderül, hogy Hami szülei.

## Szereplők
| Szereplő              | Eredeti hang    | Magyar hang    | Fajta         |
| --------------------- | --------------- | -------------- | ------------- |
| Mesélő                | John Ingle      | Korbuly Péter  | történész     |
| Tappancs              | Scott McAfee    | Molnár Levente | Apatosaurus   |
| Kistülök              | Candace Hutson  | Előd Álmos     | Triceratops   |
| Kacsacsőr             | Heather Hogan   | Molnár Ilona   | Saurolophus   |
| Röpcsi                | Jeff Bennett    | Bolba Tamás    | Pteranodon    |
| Zaba                  | Jeff Bennett    | Stohl András   | Ornithomimus  |
| Peckes                | Rob Paulsen     | Maros Gábor    | Ornithomimus  |
| Tüskés                | Rob Paulsen     | saját hangján  | Stegosaurus   |
| Hami, a kis „késfogú” | Rob Paulsen     | saját hangján  | Tyrannosaurus |
| Nagyanyó              | Linda Gary      | Bokor Ildikó   | Apatosaurus   |
| Nagyapó               | Kenneth Mars    | Gyürki István  | Apatosaurus   |
| Nagytülök bácsi       | John Ingle      | Laklóth Aladár | Triceratops   |
| Röpcsi anyja          | Tress MacNeille | Dudás Eszter   | Pteranodon    |
| Kacsacsőr anyja       | Tress MacNeille | ?              | Saurolophus   |
| Maiasaura mama        | Tress MacNeille | ?              | Maiasaura     |

## Érdekességek
A rajzfilmben tojásevőként bemutatott Ornithomimus valójában mindenevő volt

## Televíziós megjelenések
Minimax, TV2, Digi Film, Mozi+